# Le porte di Roma
Le porte di Roma (The Gates of Rome) è un romanzo di genere storico scritto da Conn Iggulden nel 2003 riguardante la vita di Gaio Giulio Cesare durante gli anni della sua prima giovinezza. In questo libro, primo della serie Imperator con protagonista il condottiero romano, Iggulden tratta degli anni adolescenziali di Cesare con l'amico Bruto, delle sue vicissitudini con Silla e del repentino arruolamento nell'esercito. Bisogna però considerare che non sempre i riferimenti storici sono fedeli per scelta dell'autore. Il libro prosegue con il romanzo dal titolo Il soldato di Roma.

## Edizioni
- Conn Iggulden, Le porte di Roma, traduzione di Barbara Piccioli, Piemme, 2003,  p. 383, ISBN 9788838482922.
- Conn Iggulden, Imperator - Le porte di Roma, traduzione di Barbara Piccioli, Piemme Pocket, Piemme, 2018,  p. 381, ISBN 9788856665864.